# Нагізі (Нью-Мексико)
Нагізі (англ. Nageezi) — переписна місцевість (CDP) в США, в окрузі Сан-Хуан штату Нью-Мексико. Населення — 277 осіб (2020).

## Географія
Нагізі розташоване за координатами 36°14′47″ пн. ш. 107°45′4″ зх. д. / 36.24639° пн. ш. 107.75111° зх. д. (36.246251, -107.751167).  За даними Бюро перепису населення США в 2010 році переписна місцевість мала площу 36,54 км², з яких 36,53 км² — суходіл та 0,01 км² — водойми.

## Демографія
Згідно з переписом 2010 року, у переписній місцевості мешкало 286 осіб у 76 домогосподарствах у складі 61 родини. Густота населення становила 8 осіб/км².  Було 94 помешкання (3/км²).
Расовий склад населення:
| - 96,2 % — корінних американців |

До двох чи більше рас належало 3,8 %. Частка іспаномовних становила 6,6 % від усіх жителів.
За віковим діапазоном населення розподілялося таким чином: 38,1 % — особи молодші 18 років, 50,0 % — особи у віці 18—64 років, 11,9 % — особи у віці 65 років та старші. Медіана віку мешканця становила 26,8 року. На 100 осіб жіночої статі у переписній місцевості припадало 90,7 чоловіків;  на 100 жінок у віці від 18 років та старших — 92,4 чоловіків також старших 18 років.
Середній дохід на одне домашнє господарство  становив 21 871 долар США (медіана — 13 973), а середній дохід на одну сім'ю — 20 682 долари (медіана — 14 509). За межею бідності перебувало 68,9 % осіб, у тому числі 84,2 % дітей у віці до 18 років та 53,8 % осіб у віці 65 років та старших.
Цивільне працевлаштоване населення становило 59 осіб. Основні галузі зайнятості: виробництво — 42,4 %, освіта, охорона здоров'я та соціальна допомога — 22,0 %, науковці, спеціалісти, менеджери — 13,6 %, сільське господарство, лісництво, риболовля — 8,5 %.